# Concurso das Panteras
Concurso das Panteras foi um concurso de beleza existente entre 1981 e 1994 que elegia as mulheres mais belas do Brasil, no qual a vencedora era coroada como Pantera, título cunhado pelo colunista Ibrahim Sued.

## História
O concurso foi criado por Ricardo Amaral, empresário conhecido por "Rei da Noite Carioca" e colaborador da revista Playboy Brasil na época e coordenado por Zé Reynaldo. Em 1995 Ricardo encerrou o concurso e Zé Reynaldo decidiu criar por conta própria um concurso similar chamado Felinas. Dentre outras inúmeras celebridades, Xuxa Meneghel foi a primeira ganhadora do concurso, em 1981. A maior parte das vencedoras do concurso figurou em capas da revista Playboy.

## Vencedoras
- 1981 - Xuxa Meneghel
- 1982 - Marcia Porto
- 1984 - Diana Burle
- 1985 - Vera Lúcia Guimarães
- 1986 - Débora Soares
- 1987 - Tânia Corrêa
- 1988 - Ana Claudia Travassos
- 1989 - Ana Lima
- 1990 - Andréa Guerra e Sônia Campos (empate)
- 1991 - Ana Paula Souza
- 1992 - Cristina Mortágua
- 1993 - Núbia Óliiver
- 1994 - Viviane Araújo